# علي بن حمدون الأندلسي
علي بن حمدون الأندلسي من أوائل أتباع الإسماعيلية والخلافة الفاطمية. كان مؤسس مدينة المسيلة وواليها، وسلف سلسلة من الولاة والقادة في خدمة الحكام الفاطميين والأمويين.

## الحياة
وُلِد علي باسم ثعلبة، لعائلة تنحدر من عبد الحميد الجذامي، أحد أفراد أفواج الشام في الخلافة الأموية الذي استقر في الأندلس، في منطقة القلعة الملكية بجيان. انتقل والد علي، حمدون، بالعائلة إلى بجاية في ما يعرف الآن بشمال شرق الجزائر، حيث اكتسبت العائلة نسبة الأندلسي.
في عام 900 قرر علي أن يذهب إلى الحج، ولكن في طريقه، وبينما كان يمر عبر أراضي بربر كتامة، أُعجب بالرسالة الإسماعيلية التي ينشرها أبو عبد الله الشيعي. وأقام هناك، وتزوج امرأة من كتامة اسمها ميمونة بنت علاّم الجيلي، وغير اسمه من ثعلبة إلى علي. وبعد قيام الخلافة الفاطمية عام 909م أصبح من أقرب مستشاري الخليفة الجديد عبد الله المهدي بالله.  في عام 924، أثناء الحملة التي شنها القائم مهدي ضد بربر زناتة، كلّف القائم بأمر الله الفاطمي عليًّا بمهمة إنشاء مدينة جديدة على السهل بين جبال الحضنة وبحيرة شط الحضنة. تأسست المدينة، التي سميت بالمحمدية (تُسمى اليوم المسيلة) نسبة إلى القائم، لتعزيز سيطرة الفاطميين ولتكون بمثابة قاعدة لزراعة سهل الحضنة الغني سابقًا.
استقر علي وعائلته في المدينة الجديدة، وأصبحوا حكامها وتولوا، على حد تعبير المؤرخ هاينز هالم ، "دور الحاكم العسكري" في الطرف الجنوبي الغربي من الأراضي الفاطمية ضد زناتة. وظل علي بن حمدون مخلصًا للقضية الفاطمية أثناء الثورة الكبرى لأبي يزيد (944-947). في أواخر عام 945، قاد حمدون رجاله نحو باجة، لكنه هُزم وأُصيب بجروح قاتلة في معركة ضد أيوب بن أبي يزيد.
خلف حمدون ابنه جعفر، الذي لعب مع شقيقه يحيى دورًا رئيسًا في الصراع بين الفاطميين والخلافة الأموية في قرطبة في العقود اللاحقة، وانشق إلى صفوف الأمويين في عام 971 قبل أن يقتلوه.